# Ackas
Ackas (finska: Akaa) är en stad i landskapet Birkaland i Finland. Folkmängden i Ackas stad uppgår till cirka 16 467 invånare, och den totala arealen utgörs av 314,39 km². Centralort är Toijala. Staden gränsar till Tavastehus stad, Lempäälä kommun, Urjala kommun och Valkeakoski stad.
Ackas stad ingår i Södra Birkalands ekonomiska region.
Ackas stads språkliga status är enspråkig finsk.

## Administrativ historik
Den nuvarande Ackas stad bildades den 1 januari 2007 genom sammanslagning av de två tidigare självständiga kommunerna Toijala och Viiala. Vid årsskiftet 2010/2011 uppgick också Kylmäkoski kommun i Ackas stad.
Ackas existerade även som en administrativ enhet längre tillbaka i tiden. Ackas var en egen socken/kommun mellan åren 1483 och 1946. Det sistnämnda året upphörde kommunen, och delades upp i tre egna kommuner: Kylmäkoski, Toijala och Viiala.

## Tätorter
Vid Statistikcentralens tätortavgränsning den 31 december 2020 låg 4 tätorter helt inom Ackas kommuns område och tätortsgraden i kommunen var 87,9 %.
| Nr | Tätort                   | Folkmängd |
| -- | ------------------------ | --------- |
| 1  | Toijala centraltätort    | 8 375     |
| 2  | Viiala kyrkoby           | 5 035     |
| 3  | Kylmäkoski kyrkosamhälle | 645       |
| 4  | Sotkia                   | 206       |

## Styre och politik

### Mandatfördelning i Ackas stad, valen 2008–2021
| 5 | 13 | 2 |  | 2 |  | 11 |

| 21 | 14 |

| 4 | 15 |  | 3 | 6 | 2 | 12 |

| 26 | 17 |

| 3 | 12 | 4 | 3 | 4 |  | 8 |

| 17 | 18 |

| 2 | 10 | 2 | 6 | 4 |  | 10 |

| 23 | 12 |

### Vänorter
Ackas kommun har följande fem vänorter:
- Bolintin-Vale, Rumänien.
- Hallsberg, Sverige.
- Klippan, Sverige.
- Nanchang, Kina.[10].
- Sande, Norge.
- Tapa, Estland

## Ekonomi och infrastruktur

### Näringsliv
Ackas är en expansiv industristad med en stor branschbredd. Bland företagen kan nämnas SKS Toijala Works Oy, TTT Technology Fläkt Woods och Oy och Elematic Oy.

### Utbildning
I Ackas stad finns elva finskspråkiga skolor med grundläggande utbildning, varav nio skolor bedriver undervisning i årskurserna 1-6, och två skolor bedriver undervisning i årskurserna 7-9. Ett gymnasium finns i Toijala.

## Demografi

### Befolkningsutveckling
| Befolkningsutvecklingen i Ackas stad 1975–2020                                                               | Befolkningsutvecklingen i Ackas stad 1975–2020 | Befolkningsutvecklingen i Ackas stad 1975–2020 | Befolkningsutvecklingen i Ackas stad 1975–2020 | Befolkningsutvecklingen i Ackas stad 1975–2020 |
| --- | ---------------------------------------------- | ---------------------------------------------- | ---------------------------------------------- | ---------------------------------------------- |
| |                                                |                                                |                                                |                                                |
| År |                                                |                                                | Folkmängd                                      |                                                |
| 1975 | 1975                                           |                                                | 16 056                                         |                                                |
| 1980 | 1980                                           |                                                | 15 767                                         |                                                |
| 1985 | 1985                                           |                                                | 15 651                                         |                                                |
| 1990 | 1990                                           |                                                | 16 048                                         |                                                |
| 1995 | 1995                                           |                                                | 15 986                                         |                                                |
| 2000 | 2000                                           |                                                | 15 945                                         |                                                |
| 2005 | 2005                                           |                                                | 16 422                                         |                                                |
| 2010 | 2010                                           |                                                | 17 012                                         |                                                |
| 2015 | 2015                                           |                                                | 17 043                                         |                                                |
| 2020 | 2020                                           |                                                | 16 391                                         |                                                |
| Anm: Uppgifterna avser förhållandena den 31 december nämnda år enligt områdesindelningen den 1 januari 2022. |                                                |                                                |                                                |                                                |

### Språk
Befolkningen efter språk (modersmål) den 31 december 2022. Finska, svenska och samiska räknas som inhemska språk då de har officiell status i landet. Resten av språken räknas som främmande. För språk med färre än 10 talare är siffran dold av Statistikcentralen på grund av sekretesskäl.
| Språk                        | Talare 2022-12-31 | Talare 2022-12-31 |
| Språk                        | Antal             | Andel (%)         |
| ---------------------------- | ----------------- | ----------------- |
| Hela befolkningen            | 16 473            | 100,0             |
| Inhemska språk totalt        | 16 004            | 97,2              |
| Finska                       | 15 979            | 97,0              |
| Svenska                      | 25                | 0,2               |
| Främmande språk totalt       | 469               | 2,8               |
| Estniska                     | 90                | 0,5               |
| Ryska                        | 76                | 0,5               |
| Turkiska                     | 36                | 0,2               |
| Engelska                     | 35                | 0,2               |
| Polska                       | 35                | 0,2               |
| Thailändska                  | 28                | 0,2               |
| Ukrainska                    | 19                | 0,1               |
| Bulgariska                   | 18                | 0,1               |
| Tagalog                      | 18                | 0,1               |
| Tyska                        | 12                | 0,1               |
| Arabiska                     | 10                | 0,1               |
| Språk med färre än 10 talare | 92                | 0,6               |

|  | Finska (97,0 %) |

|  | Svenska (0,2 %) |

|  | Främmande språk (2,8 %) |

|  | Finska (97,0 %) |

|  | Svenska (0,2 %) |

|  | Främmande språk (2,8 %) |

## Ackas församling
År 1483 bröt sig Ackas ut ur Sääksmäki moderförsamling och bildade en egen församling. Urdiala kapellförsamling avskildes till ett eget pastorat år 1589. Kylmäkoski kapellförsamling utbröts till en självständig församling år 1897. Viiala fabrikens bönehusförsamling avskildes till en egen församling år 1926. och i samband med detta införlivades också några andra byar från Ackas i den nya församlingen. Då Ackas kommun upphörde att existera vid ingången av år 1946 delades Ackas församling in i olika församlingar, men en del av församlingen fortsatte att existera under sitt gamla namn. Då Ackas stad bildades den 1 januari 2007 införlivades åter igen Kylmäkoski och Viiala församlingar till Ackas församling. Församlingens finska namnform är: Akaan seurakunta.
Byar som i äldre tider har haft egna sidor i husförhörslängder och församlingsböcker i Ackas församling: Haanoja, Haihunkoski, Haudanniemi, Kaulo, Käyrälä, Kurisjärvi, Lontila, Mustue, Nahkiala, Pätsiniemi, Riisikkala, Sontula, Sotkia, Toijala, Varrasniemi och Viiala.

## Sevärdheter
- Lokmuseum vid bangården i Toijala.
- Viialan museo, ett museum som ligger i tätorten Viiala. Utställningen speglar ortens industriella utveckling.